# Salon international de l'agriculture
Pour les articles homonymes, voir SIA.
Le Salon international de l'agriculture (couramment désigné, en abrégé, Salon de l'agriculture) est une foire-exposition annuelle organisée à Paris au parc des expositions de la porte de Versailles du dernier samedi du mois de février au premier dimanche du mois de mars. C'est le plus important salon agricole de France en taille adressé au grand public.

## Historique
L'organisation de concours officiels, notamment à l'occasion de réunions de comices agricoles locaux, avec attribution de prix, s'inspire des initiatives privées du XVIIIe siècle. En 1843, une véritable organisation se met en place à l’initiative de l’Inspecteur Général des Écoles vétérinaires Yvart avec la création, par arrêté ministériel du 31 mars 1843, du premier concours officiel d'animaux de boucherie qui cherche à rivaliser avec les éleveurs anglais dans « l'amélioration des races animales ». De 1844 à 1867, ce concours « des animaux gras » se tient à Poissy, puis à Versailles, pour entrer enfin dans la capitale, au Champ-de-Mars en 1855 pour le « premier Concours agricole universel ».

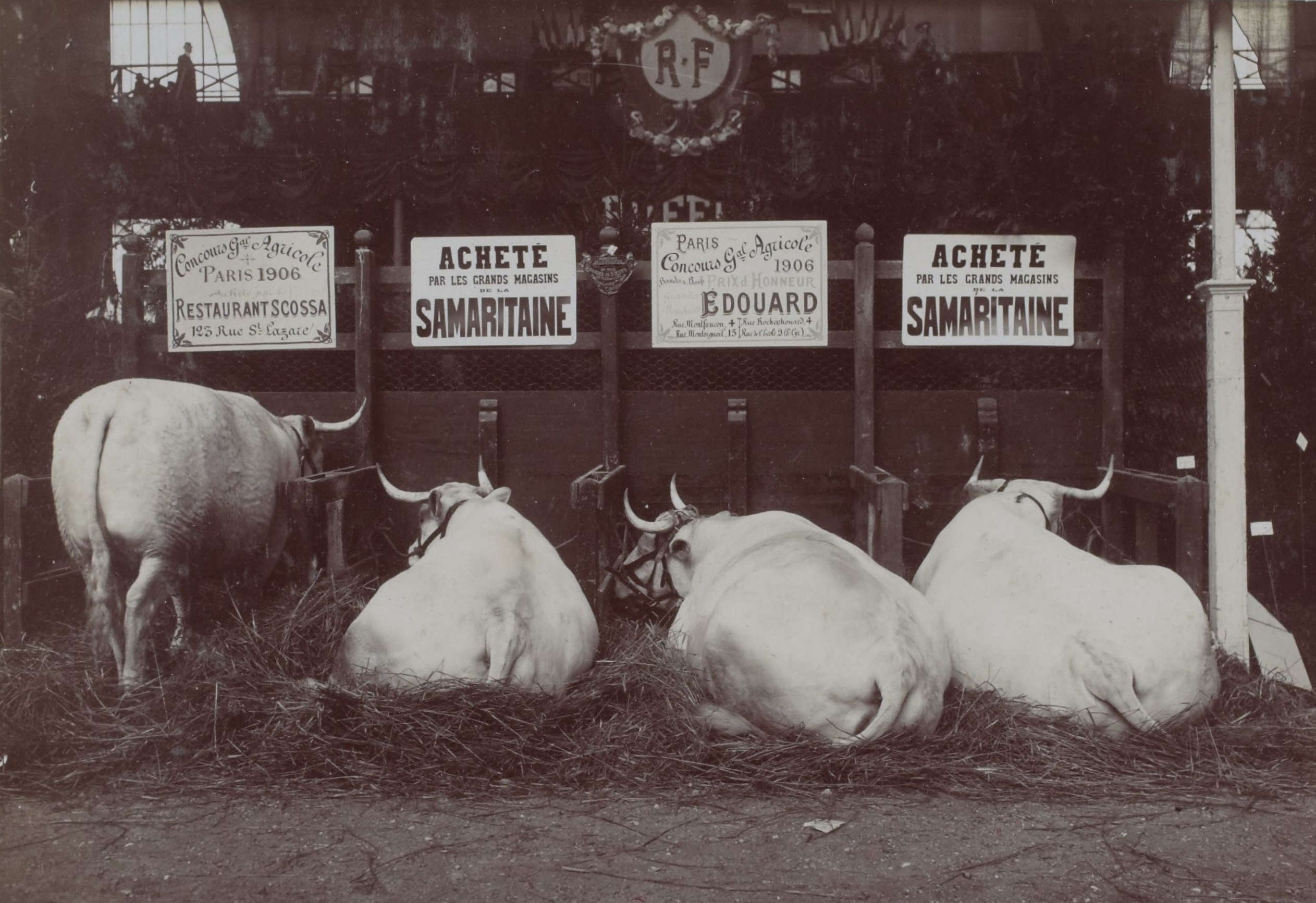
Le concours général agricole en mars 1906.

L'exposition universelle de 1855 comprend en effet un volet agricole, présentant au public des plantes, des machines et des techniques agricoles. Le 1er concours général agricole (CGA) est officiellement lancé à Paris en mars 1870, au Palais de l’Industrie, sur les Champs Élysées. C’est la première fois que sont réunis, dans le centre de Paris, des animaux de boucherie, des volailles et des produits laitiers, des produits agricoles divers ainsi que des machines agricoles. Très vite, les animaux reproducteurs, introduits au concours en 1876, prennent le pas sur les animaux de boucherie. Le concours devient le fer de lance de la sélection des races françaises. Parallèlement, le concours de produits poursuit son développement : la manifestation s’étoffe, de manière à offrir le panorama le plus complet possible de l’agriculture nationale et devient à partir de 1909, la « semaine de l’Agriculture de Paris ».
La Première Guerre mondiale interrompt le concours agricole. Il ne reprend qu’en 1923, abandonnant définitivement les animaux de boucherie au profit des seuls « animaux reproducteurs » des races bovines, ovines, porcines, caprines et des chiens de berger. En 1925, la manifestation emménage au parc des expositions de la porte de Versailles. La forme du concours a fortement évolué depuis ses origines. Concours d'animaux à l'origine, il accueille aujourd'hui les produits du terroir, les produits laitiers et les vins. Le premier CGA de l’après-Seconde Guerre mondiale a lieu en 1951 après 12 ans d’interruption.
L'édition 1958 du Concours général agricole et du Salon international de la machine agricole se déroule à Strasbourg, au parc des expositions du Wacken. Il s'agit de la seule et unique édition s'étant tenue hors de Paris. La Semaine agricole n'aura cependant attiré que 100 000 visiteurs alors que les organisateurs en attendaient 300 000 et, dès l'année suivante, le salon regagne Paris.

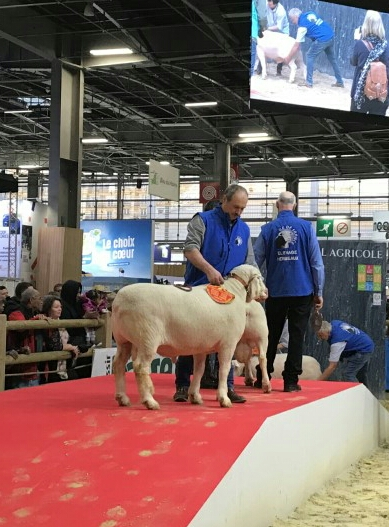
Champions des moutons île-de-france au concours général du salon de l’agriculture de Paris 2020.

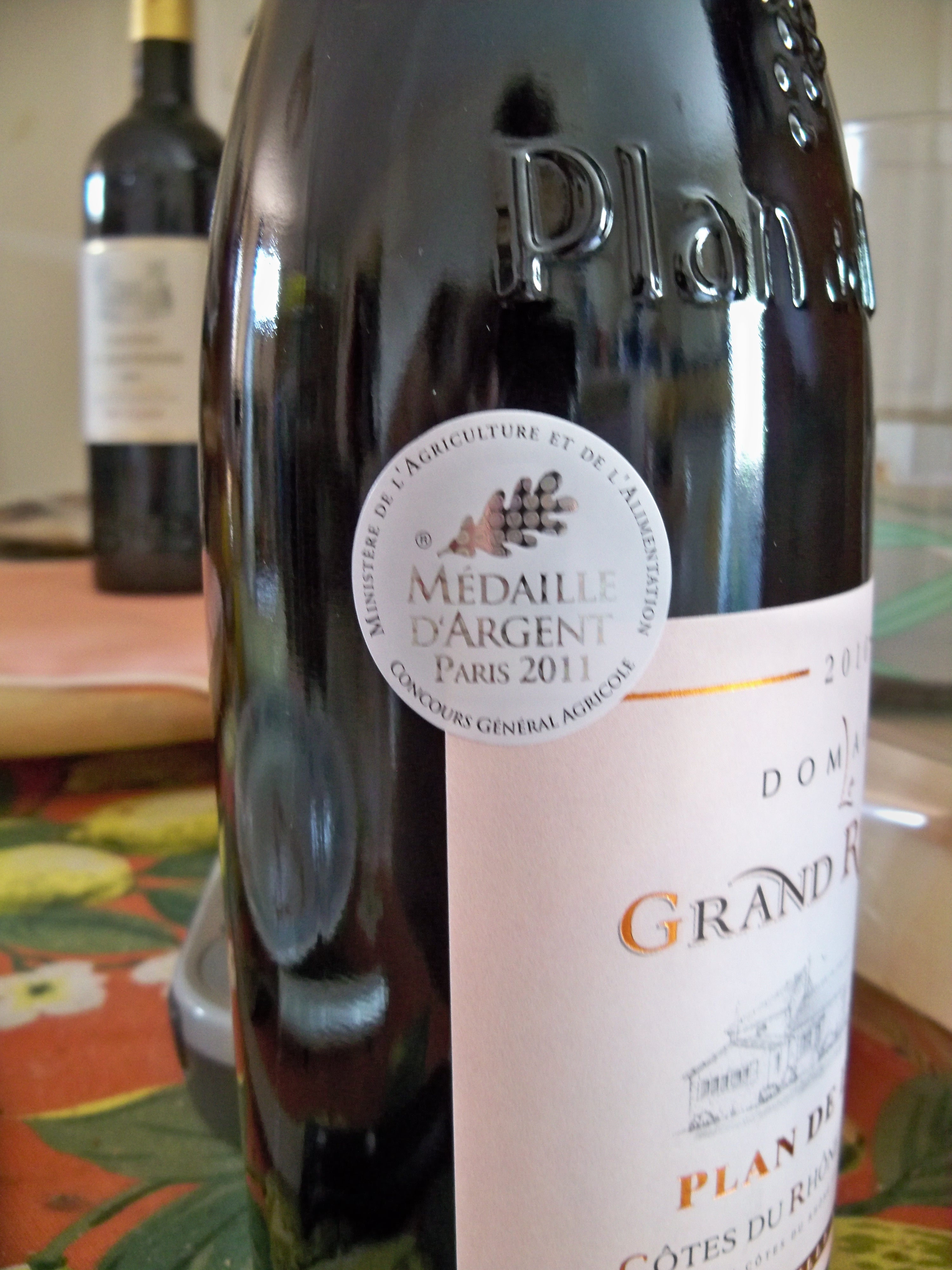
Logo de médaille d’argent du concours agricole de Paris, 2011.

La question se pose très vite de faire à nouveau évoluer l'événement afin d’en faire une véritable « semaine de l’agriculture ». Edgard Pisani, alors ministre de l’Agriculture, dans les gouvernements de Michel Debré (1961-1962) et de Georges Pompidou (1962-1966), crée en avril 1963, le Centre national des expositions et concours agricoles (CENECA), société d'économie mixte dont les fonctions sont « d’assumer la responsabilité des expositions et concours agricoles à caractère national ou international et, en particulier, celle du Concours général de Paris. » La foire se dote alors d'une grande vitrine commerciale dès 1964 : le Salon international de l'agriculture ouvre ses portes du 9 au 15 mars, sous l'impulsion du ministre Edgard Pisani, et ce 1er Salon attire plus de 300 000 visiteurs. En 1975, le salon en reçoit 500 000. La séparation, en 1991, du Salon international de l’agriculture et du salon international du machinisme agricole (SIMA) n’affectera que temporairement le premier qui atteint des records de fréquentation à nouveau au milieu des années 1990.
En 2020, le Salon ferme ses portes un jour plus tôt que prévu, en raison de la pandémie de Covid-19.
L'édition 2021, qui devait se tenir du 27 février au 7 mars, est annulée pour la même raison.
| Edition       | Année | Dates      | Dates      | Lieu                                           | Nb exposants | Nb visiteurs | Réf.   |
| ------------- | ----- | ---------- | ---------- | ---------------------------------------------- | ------------ | ------------ | ------ |
| 44e           | 2007  | 3 mars     | 11 mars    | Parc des expositions de la porte de Versailles | 1 120        |              | [ 9 ]  |
| 45e           | 2008  | 23 février | 2 mars     | Parc des expositions de la porte de Versailles | 1 017        | 608 372      | [ 10 ] |
| 49e           | 2012  | 25 février | 4 mars     | Parc des expositions de la porte de Versailles | 1 000        | 680 200      | [ 11 ] |
| 50e           | 2013  | 22 février | 2 mars     | Parc des expositions de la porte de Versailles | 1 300        | 693 752      | [ 14 ] |
| 51e           | 2014  | 22 février | 2 mars     | Parc des expositions de la porte de Versailles | 1 300        | 703 407      | [ 15 ] |
| 52e           | 2015  | 21 février | 6 mars     | Parc des expositions de la porte de Versailles | 1 050        | 691 058      | [ 17 ] |
| 53e           | 2016  | 27 février | 6 mars     | Parc des expositions de la porte de Versailles | 1 200        | 611 015      | [ 17 ] |
| 54e           | 2017  | 25 février | 5 mars     | Parc des expositions de la porte de Versailles | près de 1000 | 618 958      | [ 19 ] |
| 55e           | 2018  | 24 février | 4 mars     | Parc des expositions de la porte de Versailles | près de 1000 | 672 568      | [ 20 ] |
| 56e           | 2019  | 23 février | 3 mars     | Parc des expositions de la porte de Versailles | environ 1000 | 633 213      | [ 21 ] |
| 57e           | 2020  | 22 février | 29 février | Parc des expositions de la porte de Versailles | environ 1000 | 483 221      |        |
| 58e (annulée) | 2021  | 27 février | 7 mars     | /                                              |              |              |        |
| 58e           | 2022  | 26 février | 6 mars     | Parc des expositions de la porte de Versailles | environ 1000 | 502 757      | [ 22 ] |
| 59e           | 2023  | 25 février | 5 mars     | Parc des expositions de la porte de Versailles | environ 1000 | 615 204      | [ 23 ] |
| 60e           | 2024  | 24 février | 3 mars     | Parc des expositions de la porte de Versailles | 1197         | 603 652      | ,      |

## Organisation
Le Salon International de l'Agriculture s'organise en plusieurs zones réparties par thèmes (bovins, ovins,caprins, félins, equins, asins, canins, porcins...) dans les différents pavillons (il y a huit halls d'exposition disponibles) du parc des expositions de la porte de Versailles.

### Répartition thématique

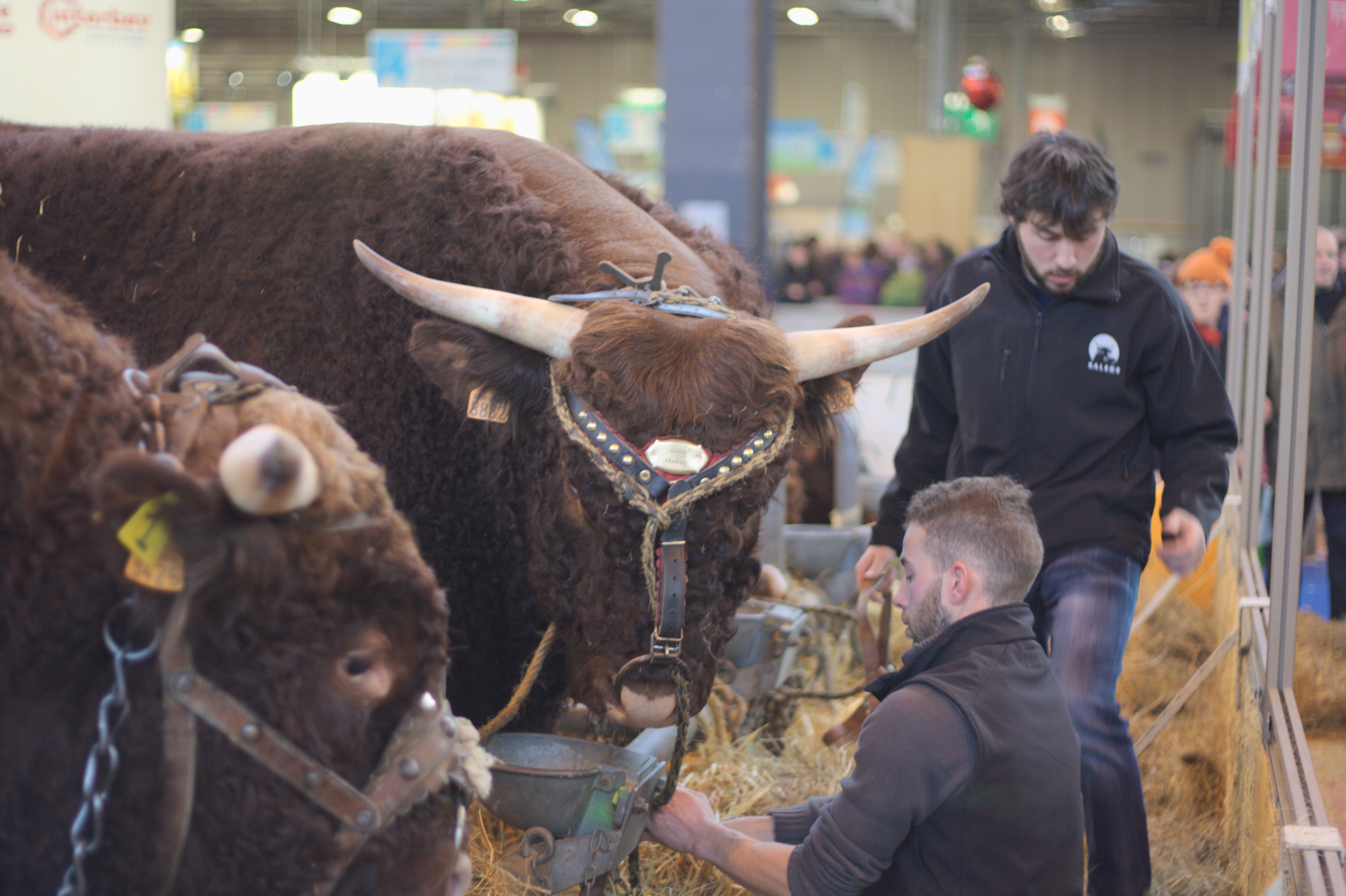
Bovins, pavillon de l'élevage.

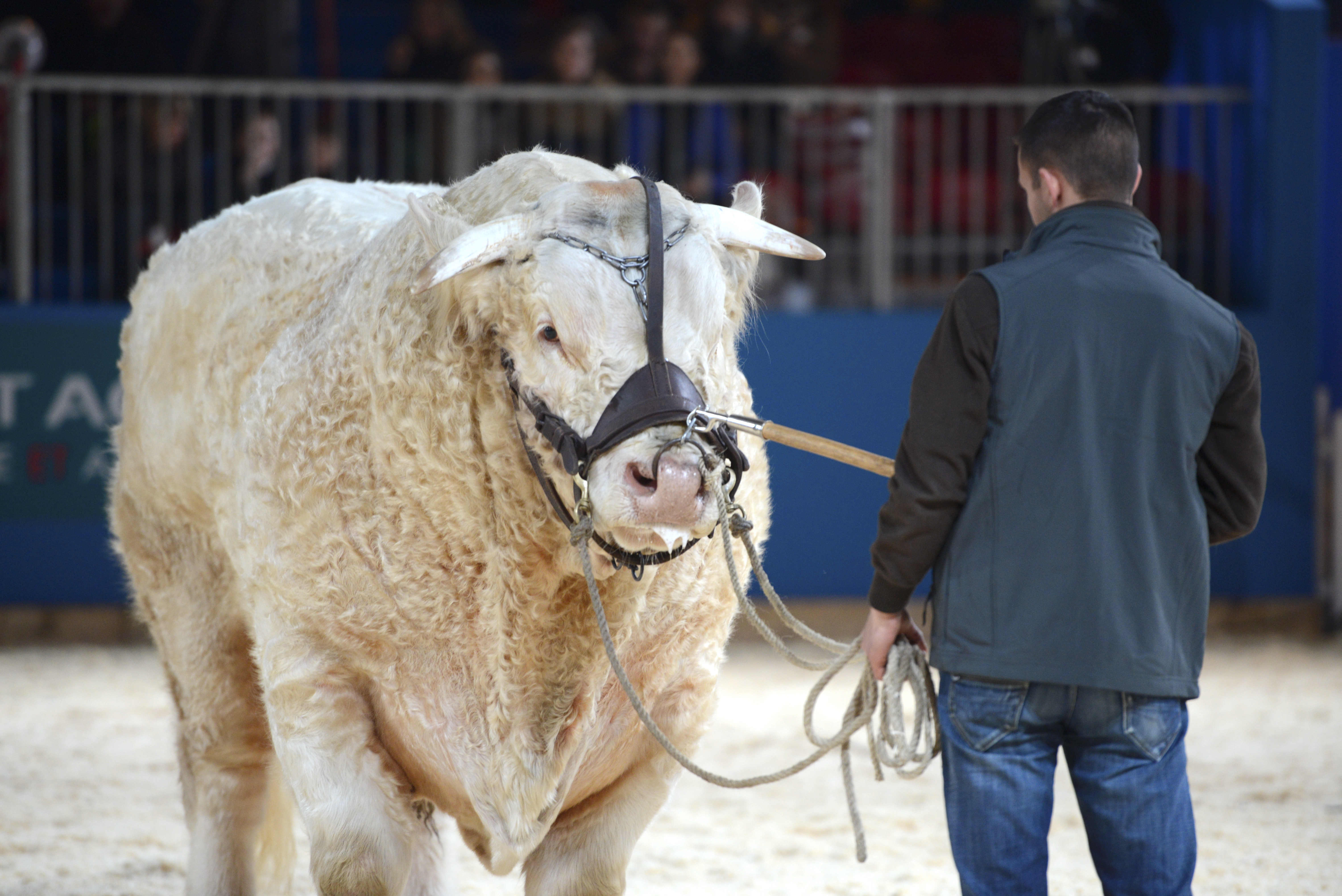
Taureau charolais en présentation lors de l'édition 2015.

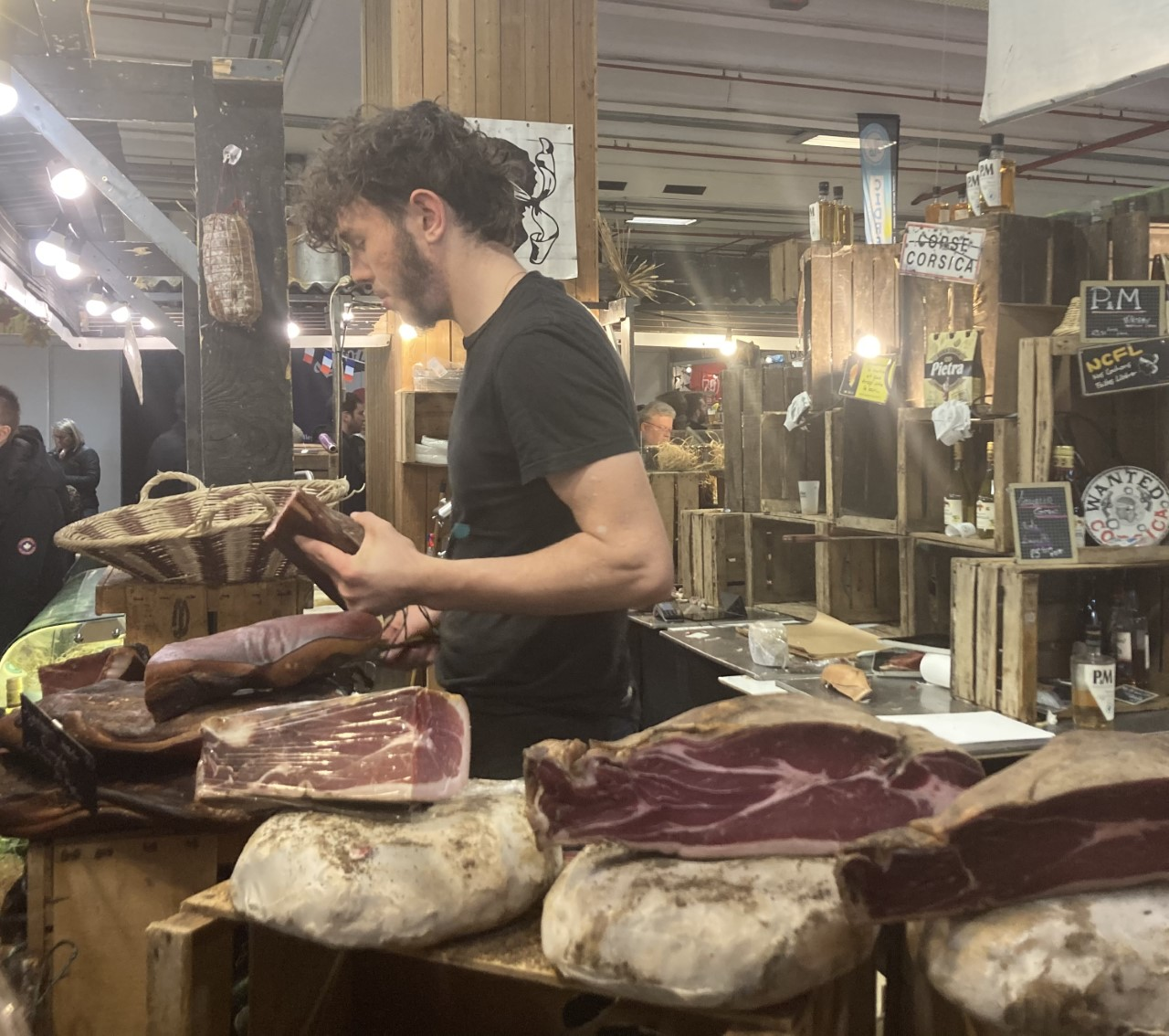
Stand de charcuterie corse au salon international de l’agriculture de Paris 2023.

Les stands des exposants sont regroupés en quatre univers :
- L'élevage et ses filières ; Partie la plus importante du Salon International de l’Agriculture, l’univers Elevages et ses filières met en avant le meilleur des filières animales présentes pour la plupart dans le cadre du prestigieux Concours Général Agricole. Une véritable immersion est proposée au sein de ces filières de l’amont à l’aval[27].
- Produits des régions de France, d'Outre-mer et du monde ; Cet univers du Salon International de l’Agriculture est une invitation au voyage, une immersion dans le meilleur des agricultures du globe. Des produits de terroir aux goûts exotiques des îles en passant par des spécialités des 5 continents[28] ;
- Cultures et filières végétales, jardin et potager ; Les végétaux sont omniprésents dans nos vies. De la grande culture au jardinage en passant par l’arboriculture, le Salon International de l’Agriculture reflète cette belle palette de productions. L’univers est un véritable point d’attraction pédagogique et ludique qui réunit tous les principaux acteurs de la filière française et qui met en avant un large éventail de productions : fruits et légumes, démarches collectives autour du vin, semences pour le jardinage… [29] ;
- Services et métiers de l'Agriculture; Des cultures à l’élevage, en passant par la forêt, les enjeux de l’agriculture évoluent en permanence, les attentes et les priorités des professionnels changent : quel est le parcours pour s’installer en agriculture aujourd'hui ? Pourquoi et comment se convertir à l’agriculture biologique ? À quels services accéder pour se former et déployer son activité ? Comment mieux s’organiser entre producteurs, par exemple au sein de coopératives[30].

### Organisateurs
Le salon appartient au CENECA (Centre national des expositions et des concours agricoles).
Par une convention qui fixe les orientations et les grandes lignes stratégiques, le CENECA confie la gestion du salon à Comexposium. Le protocole et les visites officielles sont gérés directement par le CENECA. Il est par ailleurs propriétaire du Salon du cheval de Paris. Jérôme Despey est actuellement le président du CENECA et du Salon International de l’Agriculture, depuis mars 2024.

### Salons connexes

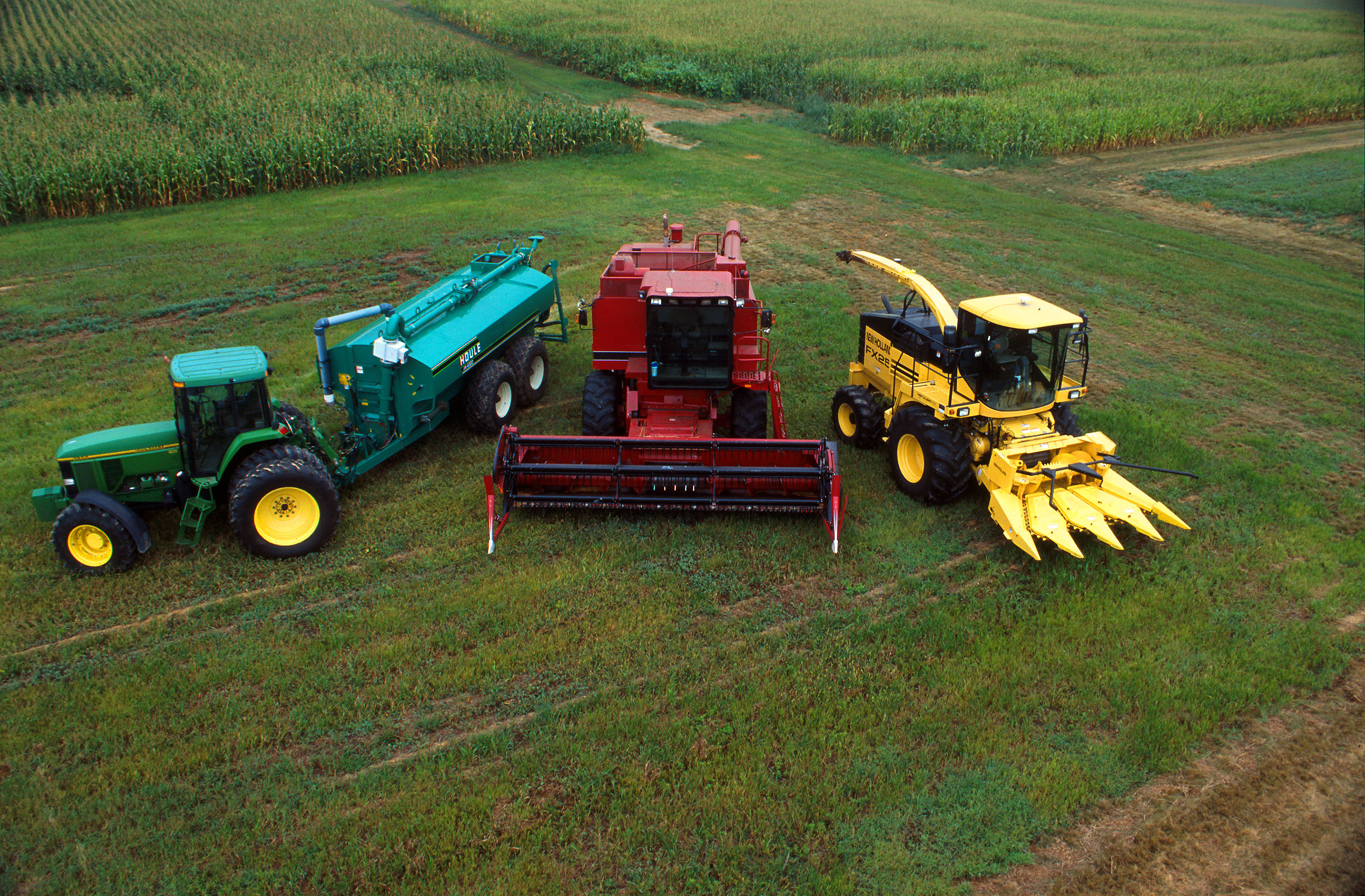
Machinisme agricole, 2005.

SIA'PRO, espace de rencontres professionnelles de 3 jours lancé à l’occasion de la 60e édition du Salon International de l’Agriculture en 2024, devient en 2025 le Salon International des équipements et des solutions agricoles réservé aux professionnels de l’ensemble de la filière agricole. Il se tiendra à Paris Le Bourget et comprendra une offre complète allant du machinisme, aux équipements, composants, services, nouvelles technologies et énergies permettant de répondre aux besoins de l’ensemble des exploitants agricoles et autres professionnels du monde agricole. Se voulant au cœur des transitions agricoles, SIA’PRO proposera des espaces dédiés à la robotique, l’utilisation & gestion des données, un pôle start up et sera aussi un lieu d’échanges au service de l’agriculteur pour l’aider face aux défis tels que l’emploi, la formation, la transmission, l’installation, la transition agroécologique…
Tous les deux ans (années paires), en concomitance avec le Salon International de l'Agriculture, se déroule le Salon du fromage et des produits laitiers qui est la plus grande vitrine d'exposition du savoir-faire fromager. Avec 150 exposants de sept pays et 5 997 visiteurs (dont 21 % de visiteurs étrangers), ce salon professionnel permet la rencontre entre les fournisseurs et les acheteurs de la filière lait.

## Aspects économiques
Le Salon International de l'Agriculture est devenu la plus grande manifestation agricole française et la plus grande manifestation européenne dans ce domaine, ce qui en fait un événement incontournable de la génétique et de l’élevage. Le salon est également devenu une vitrine exemplaire de l’agriculture au sens large, il illustre les organisations de producteurs. Les organisations de producteurs sont des regroupements d'agriculteurs qui produisent le même type de produits et qui mettent en commun leurs moyens techniques et logistiques, permettant ainsi de réduire les coûts grâce aux économies d’échelles effectuées.
Les grandes enseignes de la distribution et les entreprises de transformation, de plus en plus impliquées dans des politiques de traçabilité vis-à-vis des consommateurs, ont rejoint la manifestation à partir de 1996.

## Concours Général Agricole

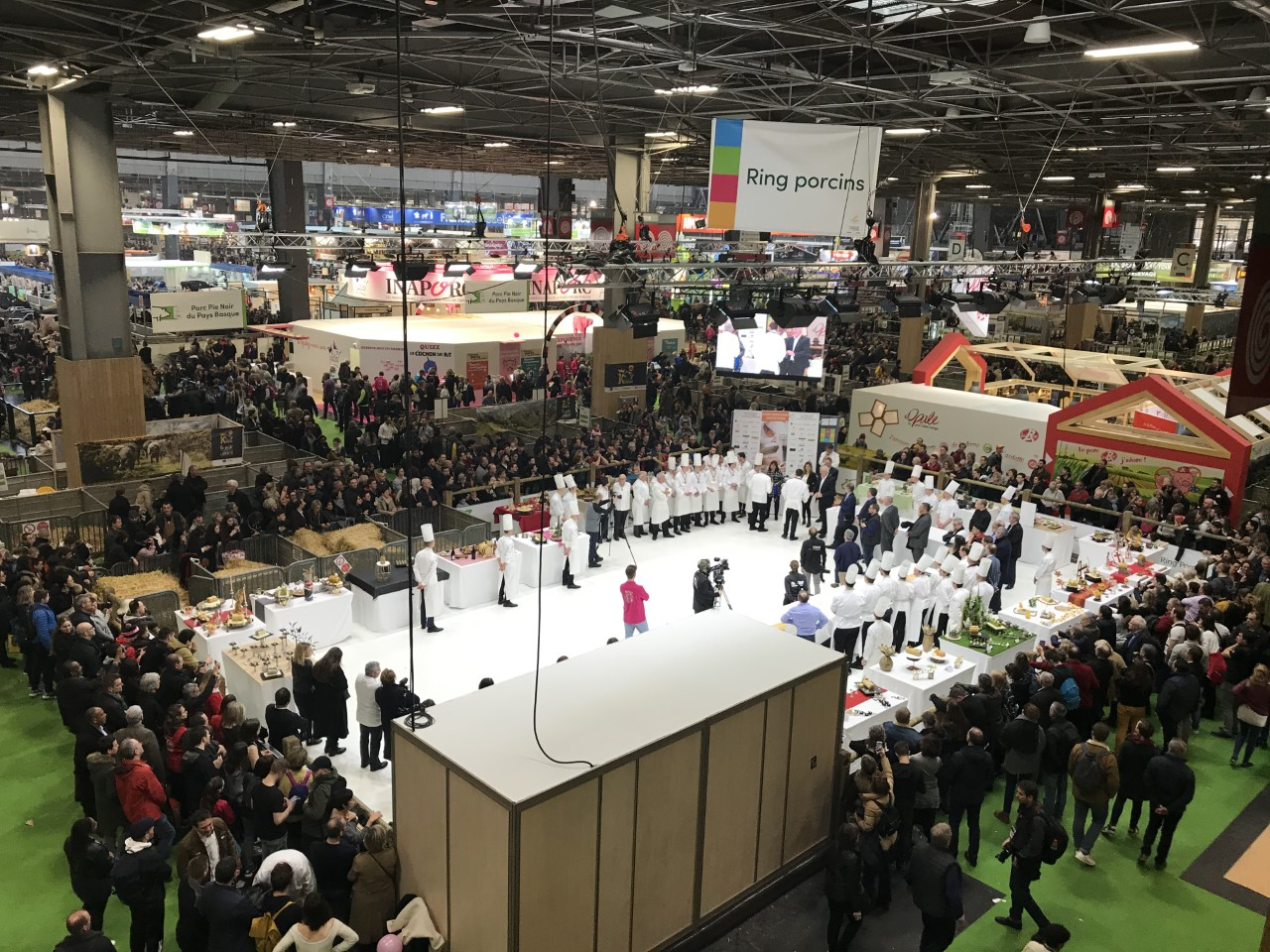
Concours général des apprentis charcutiers et apprentis traiteurs, 2020.

Le Salon International de l'Agriculture accueille, chaque année, le concours général agricole, outil de promotion de la richesse, de la qualité des produits et transformations issus de l'artisanat et de l'industrie agroalimentaires et de l'agriculture. Pour cela, le jury de ce concours classe et prime les transformations et produits des industriels, artisans, agriculteurs et producteurs fermiers du territoire français à la condition préalable qu'ils s'y soient déplacés et inscrits.
Le concours général agricole est organisé sous le contrôle du ministère de l'Agriculture et obéit à un processus de présélections et de sélections.

## Médiatisation

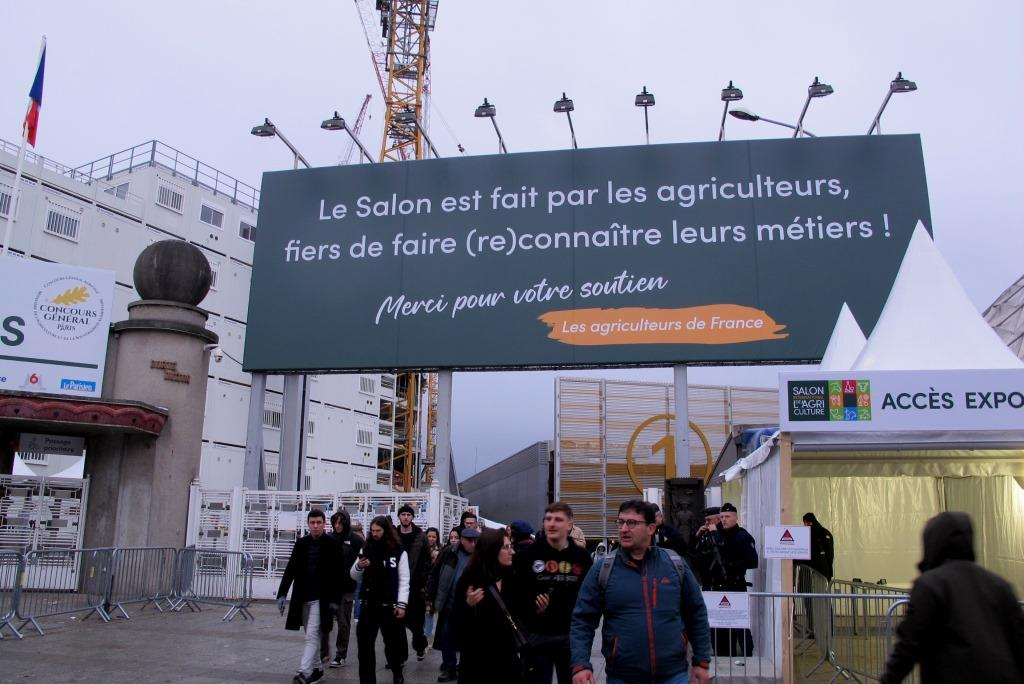
Les agriculteurs en appellent au soutien de leur action, Porte de Versailles, 2024.

Les médias jouent un rôle important dans la médiatisation du salon de l'agriculture, avec une large couverture médiatique, ainsi que des stands de M6 et RadioFrance.
Cette médiatisation est liée à la venue de nombreuses personnalités politiques comme le président de la République, qui ouvre traditionnellement le salon, le premier ministre ou les chefs des principaux partis politiques français ou encore des personnalités religieuses. Tous les présidents ont visité le salon de l'agriculture sauf François Mitterrand (qui le visita en 1981 en tant que candidat), considérant que c'est la tâche du ministre de l'Agriculture,,. Un des buts, souvent évoqué de ces visites de politiques, est de séduire le public en venant au plus proche de la population et en apparaissant sous une autre apparence que celui du « politicien ». Cette approche moins formelle du personnel politique est importante à l'approche des échéances électorales car il est important de soigner son image afin de paraître le plus convaincant possible.
La foire-exposition est devenue un événement phare avec sa dimension internationale. Cet événement permet de montrer aux voisins européens la diversité de la production agricole française notamment pour le maintien de la politique agricole commune. Cette PAC est très importante car elle aide financièrement les agriculteurs français et depuis quelques années accorde des subventions plus élevées pour les agriculteurs produisant dans le respect de l'environnement.

### Documentaire
- Delphine Prunault, Salon de l'agriculture, la politique en campagne, Public Sénat, 2022[40].